# Manufacturers Trust Company Building
510 Fifth Avenue, originalmente el Manufacturers Trust Company Building, es un edificio comercial en la esquina suroeste de la calle 43 West y Quinta Avenida en Midtown Manhattan, Nueva York (Estados Unidos). Inaugurado en 1954, es el primer edificio de un banco en los Estados Unidos construido en estilo internacional. Charles Evans Hughes III y Gordon Bunshaft de Skidmore, Owings & Merrill (SOM) diseñaron el edificio, junto con Roy O. Allen y la directora del proyecto Patricia W. Swan. El interior fue diseñado por Eleanor H. Le Maire, mientras que Harry Bertoia fue contratado como artista para algunas de las obras de arte del edificio. 510 Fifth Avenue fue construido como un banco para Manufacturers Trust Company, cuyo presidente Horace C. Flanigan quería que el diseño fuera atractivo para los clientes.
510 Fifth Avenue tiene cuatro pisos completos, un ático y un sótano. Su fachada está formada en gran parte por muros de vidrio entre parteluces de aluminio. En el interior hay una puerta circular de acero inoxidable que protege la bóveda del banco original, que fue diseñada por Henry Dreyfuss. El segundo piso está empotrado en la fachada, y las losas de los pisos superiores se apoyan en cuatro columnas, dando la impresión de que están flotando. La altura y el diseño del edificio se vieron influenciados por una restricción de arrendamiento que prohibía la construcción de un edificio más alto en una parte del sitio. Un ático más pequeño se eleva sobre el cuarto piso.
510 Fifth Avenue fue encargado por Manufacturers Trust en 1944; el plan original fue diseñado por Walker & Gillette y cancelado en 1948. Walker & Poor fue contratado en 1950 para modificar la propuesta original, pero fue reemplazado por el arquitecto consultor SOM después de que Bunshaft convenciera a los ejecutivos bancarios de que un rediseño completo sería más barato. El edificio fue instantáneamente popular desde su apertura, convirtiéndose en la sucursal más concurrida de Manufacturers Trust y una atracción turística en sí misma. El sucesor de Manufacturers Trust, Chase Bank, vendió el edificio a Tahl-Propp Equities en 2000 y fue comprado por Vornado Realty Trust en 2010. Después de que la sucursal de Chase cerró a fines de 2010, SOM renovó 510 Fifth Avenue y la convirtió en una estructura comercial en 2012.
El diseño de 510 Fifth Avenue recibió elogios de la crítica tras su finalización. El elogio se centró particularmente en su fachada liviana, la iluminación del techo y la bóveda visible. El diseño inspiró el de otros edificios bancarios erigidos en las décadas de 1950 y 1960. La fachada del edificio fue designada como un hito oficial por la Comisión de Preservación de Monumentos de la Ciudad de Nueva York (LPC) en 1997, y su interior fue designado de manera similar en 2011, luego de la controversia sobre la eliminación de una de las obras de arte de Bertoia.

## Sitio
510 Fifth Avenue ocupa la esquina suroeste de Fifth Avenue y 43rd Street en el vecindario Midtown Manhattan de la ciudad de Nueva York. La parcela es rectangular, mide 100 pies (30,5 m) largo de la Quinta Avenida y 125 pies (38,1 m) largo de West 43rd Street. 500 Fifth Avenue está inmediatamente al sur y el edificio Salmon Tower está al oeste. La sucursal principal de la biblioteca pública de Nueva York y Bryant Park están a una cuadra al sur de la calle 42.
Anteriormente, el sitio estaba ocupado por dos estructuras: el edificio Ziegler y una casa adosada en 508 Fifth Avenue. El edificio Ziegler, un edificio de ocho pisos, fue construido en 1900 sobre los lotes en 510-514 Fifth Avenue, en la esquina suroeste de 43rd Street. Contenía oficinas de contables, corredores y abogados, y también tenía las oficinas del estanco Alfred Dunhill. 508 Fifth Avenue, originalmente una casa adosada, se convirtió en una estructura comercial a principios del siglo XX, que alberga a inquilinos como Gotham Silk Hosiery Company y la tienda de dulces Huyler's.

## Diseño
510 Fifth Avenue fue construido al estilo internacional como un banco para la Manufacturers Trust Company. Fue diseñado por Charles Evans Hughes III y Gordon Bunshaft de Skidmore, Owings & Merrill (SOM). Si bien Hughes había ganado un concurso de diseño celebrado en SOM, el arquitecto senior Bunshaft y el coordinador del proyecto William S. Brown recibieron la responsabilidad del proyecto, y la participación de Hughes más allá del concurso de diseño no está clara. Patricia W. Swan dirigió el equipo de diseño en colaboración con Bunshaft y Roy O. Allen. Eleanor H. Le Maire fue la diseñadora de interiores y el artista Harry Bertoia fue contratado para crear arte para el interior. La Compañía George A. Fuller erigió la estructura, con Alan Labie como capitán de trabajo. Otras empresas involucradas en la construcción del edificio incluyeron a los ingenieros estructurales Weiskopf y Pickworth; los ingenieros mecánicos y eléctricos Syska y Hennessy; y los arquitectos paisajistas Clarke y Rapuano.
510 Fifth Avenue tiene una fachada con un muro cortina hecho principalmente de vidrio, así como una gran puerta de bóveda de banco a nivel del suelo, visible desde la calle. Debido a que 510 Fifth Avenue está rodeada por varios rascacielos, solo recibe luz natural durante un período corto todos los días. 510 Fifth Avenue es el primer edificio de banco de estilo internacional en los Estados Unidos; si bien las sucursales bancarias anteriores en ese país se habían diseñado con características modernas similares, por lo demás conservaban diseños más tradicionales.
Según Horace C. Flanigan, director ejecutivo de Manufacturers Trust cuando se construyó el edificio, el diseño tenía la intención de transmitir una "sensación de estabilidad y seguridad" al utilizar materiales modernos. Un comunicado de prensa, emitido cuando se inauguró la sucursal en 1954, decía que el diseño se anunciaría a sí mismo; Bunshaft también comparó el diseño de alta capacidad con el de una tienda. En el momento de la construcción del edificio, los bancos se enfocaron en comercializar sus servicios, donde antes se habían enfocado en la seguridad. En consecuencia, la revista Architectural Forum describió a 510 Fifth Avenue como un ejemplo de "un nuevo tipo dinámico de diseño de prestigio para las grandes instituciones financieras", a través de la "prodigalidad" de su arquitectura.

### Forma
510 Fifth Avenue tiene cinco pisos de altura, con cuatro pisos que ocupan todo el lote, así como un penthouse empotrado en todos los lados excepto en el lado oeste. El ático tiene forma de "T", con una sección mecánica en su lado occidental y una sección de oficinas más estrecha que se extiende hacia el este.
SOM caracteriza el edificio como de 23 m altura, incluido el techo de su ático. La altura del edificio se vio afectada por un acuerdo en el que Manufacturers Trust había subarrendado el lote en 508 Fifth Avenue de Walter J. Salmon Sr., el desarrollador del rascacielos de 58 pisos en 500 Fifth Avenue hacia el sur. Al arrendar 508 Fifth Avenue, y así tomar sus derechos aéreos, Salmon había obtenido una altura más alta para su rascacielos de lo que normalmente se permitiría según los códigos de zonificación. Los términos del subarriendo especificaban que la porción de cualquier estructura en 508 Fifth Avenue no podía tener más de 19 m altura u obstruir el rascacielos adyacente de cualquier otra forma.  Por lo tanto, el penthouse se aleja de la línea del lote en 508 Fifth Avenue porque se eleva por encima de la altura máxima permitida en el contrato de subarrendamiento.

### Fachada

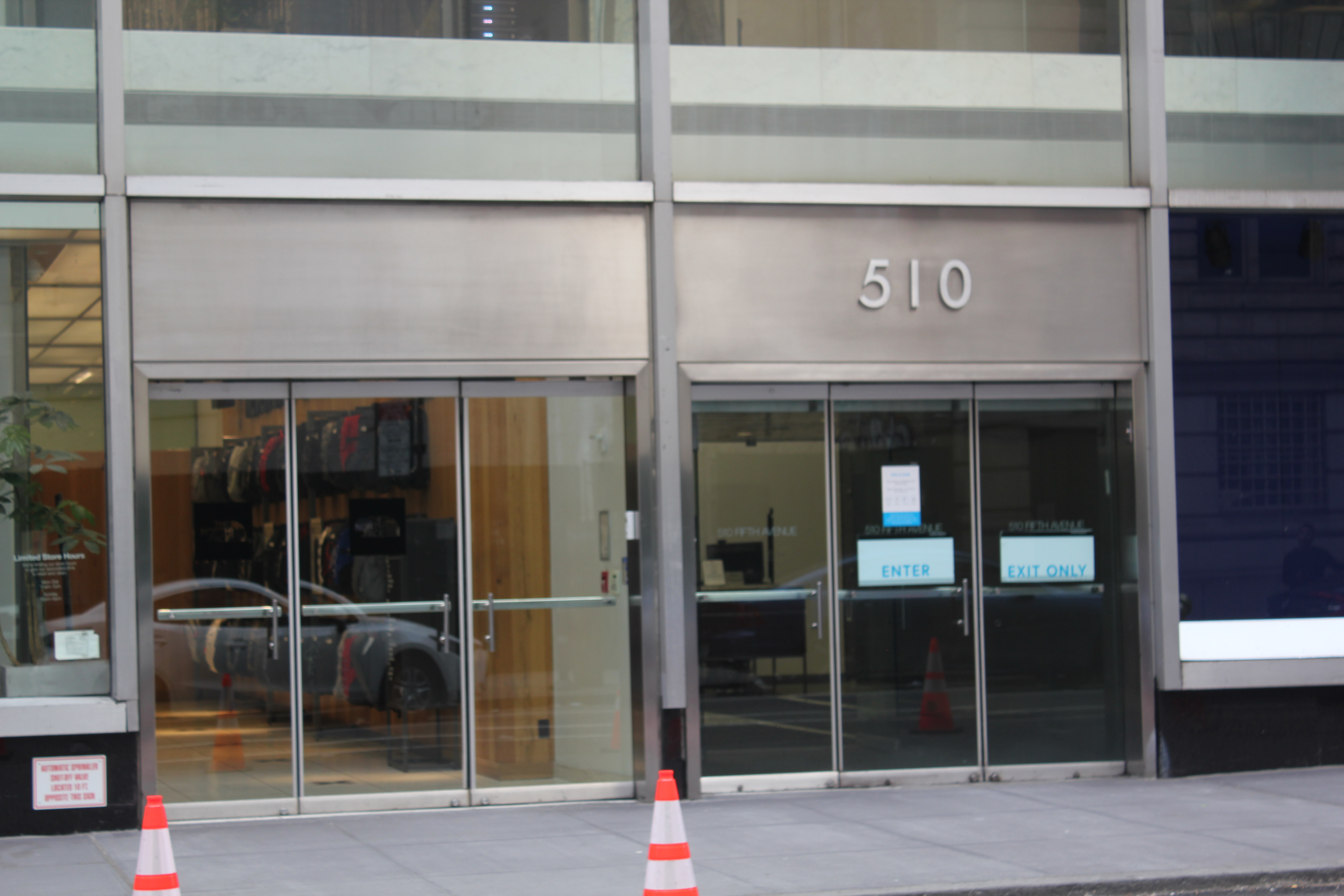
Entrada principal en la calle 43

Las elevaciones a lo largo de la Quinta Avenida y la Calle 43 están hechas predominantemente de vidrio. Tras la apertura del edificio, se estimó que utilizaría 1208 m² de vidrio en sus paredes. Los paneles del segundo piso fueron los más grandes jamás construidos para un edificio, cada uno con unas medidas de 2,9 por 6,7 m y un peso de 680 kg. Los paneles del primer, tercer y cuarto piso miden 2,7 por 2,7 m cada uno. Todo el vidrio fue fabricado por Franklin Glass Company, con sede en Pensilvania. Según el crítico de arquitectura Lewis Mumford, si bien hubo objeciones al uso de una fachada totalmente de vidrio, estas se aliviaron por el hecho de que el sitio estaba rodeado principalmente por rascacielos, por lo que el edificio se vio ensombrecido durante todo el día por las otras estructuras. Mientras que edificios similares necesitaban paredes de vidrio de colores para absorber el calor de la luz solar, las paredes de vidrio de 510 Fifth Avenue eran más transparentes. Estas recibieron una fina capa de tinte dorado para reducir el deslumbramiento.
Los paneles de vidrio se mantienen en su lugar con rieles horizontales y montantes verticales de aluminio. Los parteluces dividen la fachada en numerosos tramos. Hay enjutas de vidrio de alambre oscuro sobre cada ventana en el segundo, tercer y cuarto piso. Los parteluces y barras de metal ligero estaban destinados a hacer que el edificio pareciera extremadamente ligero. Los dibujos arquitectónicos indican que los montantes y los rieles se proyectan a 25 cm desde el borde exterior de los paneles de vidrio, que a su vez son 10 cm espesor. Las articulaciones no estaban cubiertas por molduras y, en consecuencia, se construyeron con especificaciones extremadamente precisas.

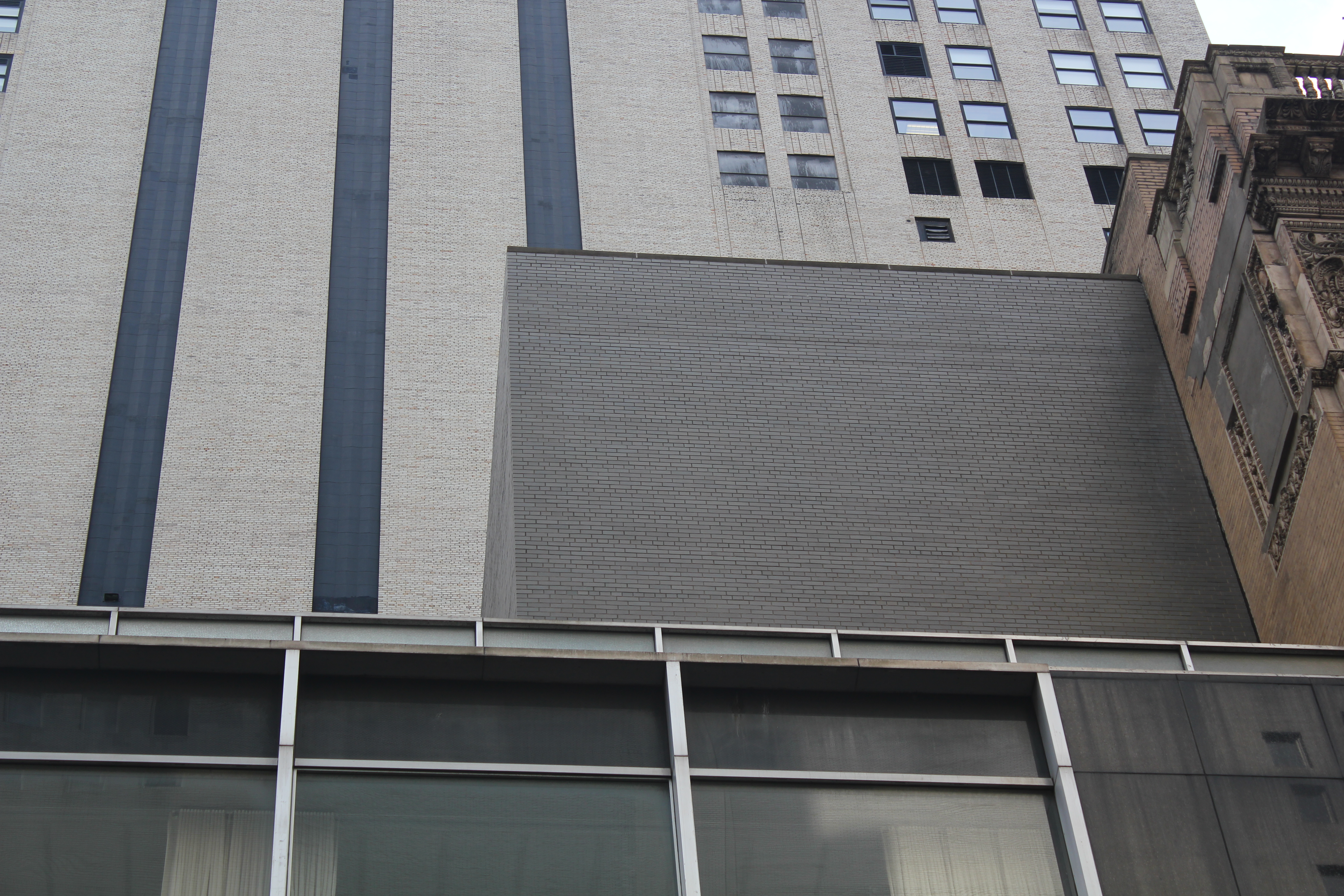
Una parte del ático

Se utilizan tiras de granito negro pulido en el pedestal del edificio, así como en la parte occidental de la elevación de la calle 43 y la parte sur de la elevación de la Quinta Avenida. La losa de granito en la calle 43 tiene inscripciones con los nombres de SOM y Fuller Company. La sección occidental del ático está revestida con ladrillo gris, mientras que la sección este está revestida con vidrio. El ático está oculto desde el nivel de la calle por un parapeto empotrado de aluminio y vidrio.
Se proporcionaron dos entradas en el diseño original: la entrada principal del banco en el lado este de la fachada de la calle 43 y la entrada de la oficina en el lado oeste de la misma fachada. La entrada del banco no estaba marcada porque SOM pretendía que la presencia de la bóveda se explicara por sí misma. La antigua entrada al banco, que luego se convirtió en una entrada al espacio interior de la tienda, tiene tres tramos de ancho. Como parte de una renovación del edificio en la década de 2010, se construyeron dos entradas adicionales en la Quinta Avenida.

### Interior
510 Fifth Avenue tiene 6039 m² de superficie de suelo. Dos ascensores y dos escaleras de incendios colindan con el lado occidental. El vestíbulo del ascensor en el primer piso, al que se accede por la entrada occidental a lo largo de la calle 43, fue diseñado con tejas de vidrio en el techo. Tal como se diseñó, el primer y segundo pisos fueron los principales espacios bancarios y están conectados por un par de escaleras mecánicas. Cuando el edificio fue renovado en la década de 2010, el primer y segundo piso se reconfiguraron para acomodar el espacio comercial. Se montaron en la fachada inferior unas cortinas teñidas de oro de 10 m de altura, pero se eliminaron en 1989. Los tres pisos superiores se usaron como espacio de oficinas, y cuando 510 Fifth Avenue se usó como banco, Manufacturers Trust tenía sus oficinas administrativas y el departamento de préstamos personales en el tercer piso. El sótano tenía un salón de empleados.
510 Fifth Avenue está sostenida internamente por ocho columnas interiores, retrasadas 3 m detrás de la Quinta Avenida y 6 m detrás de la calle 43. Estos pilares están revestidos con mármol blanco de Vermont. Las losas del piso de concreto están en voladizo desde las columnas. Las losas del piso se llevan a la fachada de la calle 43 sobre vigas de acero y a la fachada de la Quinta Avenida sobre vigas de hormigón. Las losas del tercer y cuarto piso están ocultas al exterior por las enjutas. La losa del segundo piso está empotrada en la fachada y no está oculta por enjutas, dando la apariencia de que estaba flotando. Los pisos contenían tejas de asfalto y acabados de cemento sobre las losas de concreto.
Cada piso tiene falsos techos de vinilo, suspendidos de las losas del piso de arriba y divididos por tiras de metal en una cuadrícula. La iluminación artificial es proporcionada por tubos de rayos catódicos sobre los paneles del techo. Los paneles servían para difundir la luz de modo que los tubos no se pudieran ver desde abajo, dando así la impresión de que el techo estaba iluminado por una única fuente de luz. El falso techo también oculta los sistemas mecánicos y eléctricos. Los conductos de aire acondicionado y otros servicios públicos están ocultos debajo de la pared sur y por encima de los paneles del techo.

#### Primer piso

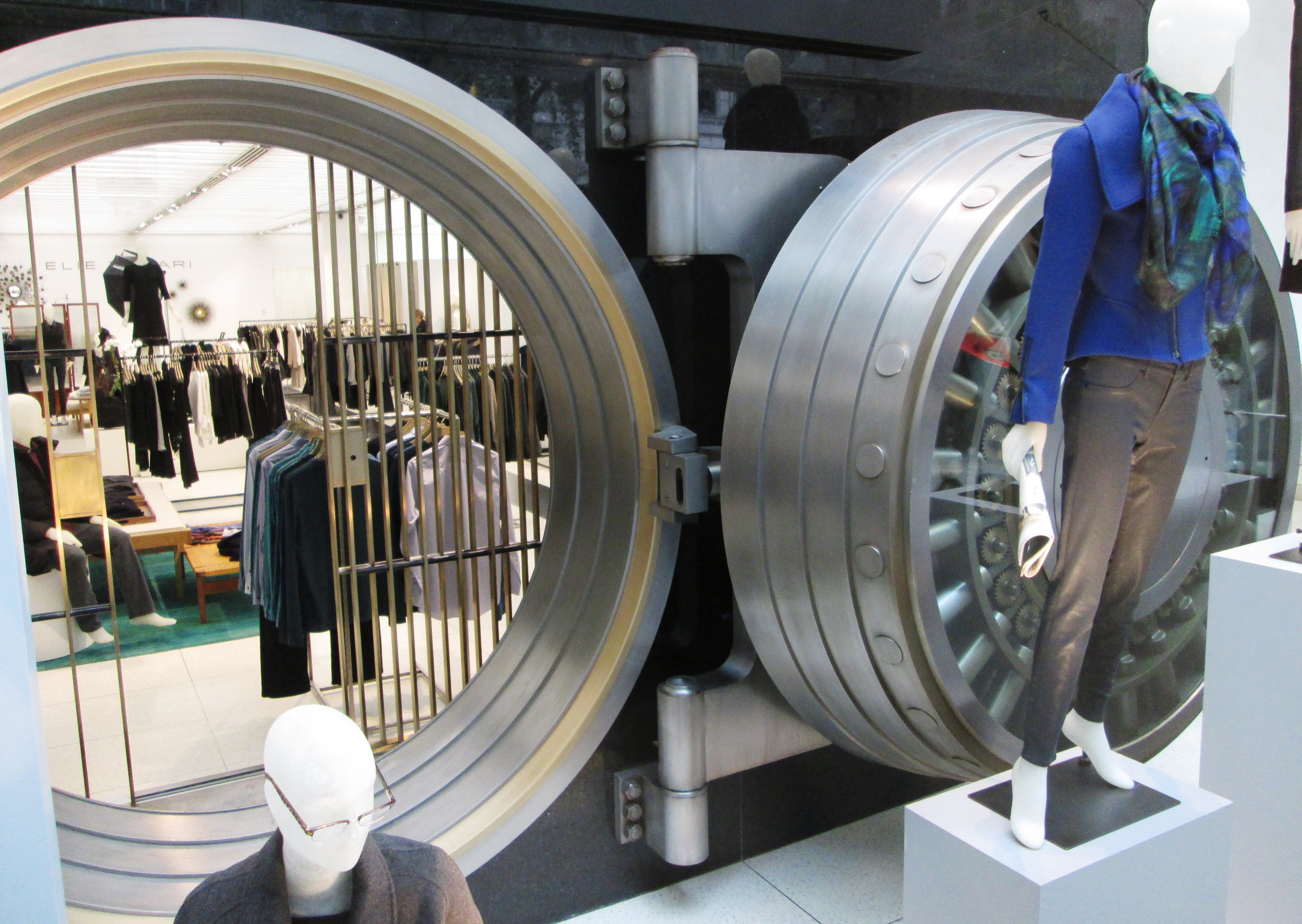
La puerta de la bóveda del banco y la apertura de la bóveda son ahora el telón de fondo para una exhibición de ropa.

El primer piso tiene techos de 3 m. Cuando se usó como banco, el primer piso contenía las cabinas de los cajeros, la bóveda y otras instalaciones bancarias de servicio rápido. El espacio era relativamente sencillo con escritorios individuales, así como un mostrador bancario de madera de ébano con una encimera de mármol, que se extendía en forma de "L" paralela a las paredes sur y oeste. Un muro de granito negro en el extremo sur del espacio separaba el mostrador del banco de la bóveda. El muro occidental fue de color "azul cielo", mientras que las jardineras rectangulares se colocaron junto al muro este frente a la Quinta Avenida. En el lado occidental del edificio, separado del resto del primer piso, se encuentra el vestíbulo del ascensor, al que se accede desde la entrada occidental en la calle 43. Este espacio tiene puertas de ascensor de acero dentro de una pared de mármol oscuro.
Frente a la Quinta Avenida hay un 2,1 m, de 40,6 cm puerta de acero para bóveda de banco, construida según los diseños de Henry Dreyfuss de Mosler Safe Company. Aunque la puerta pesaba 27 LT; 27 t, el Architectural Record escribió que la puerta se podía "girar con un dedo" porque la rueda del cerrojo y la bisagra estaban "tan delicadamente equilibradas". La puerta, que funcionaba como un anuncio para el edificio del banco, se iluminaba por la noche y un empleado la limpiaba todas las semanas. Si bien la visibilidad de la puerta de la bóveda sirvió como disuasivo para los ladrones, los arquitectos dijeron que la ubicación de la puerta de la bóveda era una elección puramente estética. El director ejecutivo del banco en ese momento, Horace C. Flanigan, declaró que la bóveda se colocó en el primer piso por conveniencia. La bóveda en sí medía 18,3 por 6,1 m, con 6000 cajas de seguridad, y tenía otra puerta más adentro del edificio. La bóveda en sí estaba anclada al lecho de roca de Manhattan por sus propios cimientos. La parte delantera de la bóveda se vació a finales de la década de 1970, mientras que la parte trasera se mantuvo en uso. Los muros de la bóveda de carga se quitaron en la década de 2010, pero la puerta de la bóveda permaneció en su lugar.
Dos escaleras mecánicas conducen al segundo piso. Las escaleras mecánicas originales eran paralelas a la fachada de la Quinta Avenida y fueron diseñadas como estructuras diagonales independientes, dando la apariencia de que no tenían soportes propios. En los laterales de las escaleras mecánicas, Le Maire diseñó paneles de aluminio con acabados en oro pajizo; las luces de cátodo brillaban detrás de los paneles y se dispersaban a través de pequeñas aberturas en cada panel. A principios de la década de 1990, los paneles de las escaleras mecánicas habían sido reemplazados por otros de color plateado. Bertoia también creó una obra de arte de "nube de alambre" sin nombre sobre las escaleras mecánicas. Las escaleras mecánicas originales fueron reemplazadas en la década de 2010 con un nuevo conjunto de escaleras mecánicas perpendiculares a las nuevas entradas en la Quinta Avenida.

#### Segunda planta
El segundo piso, a veces llamado entrepiso, está 650 m². Originalmente había un espacio entre la losa del segundo piso y la fachada, pero en 1993 se instaló un tabique de vidrio y aluminio en el espacio. Cuando se usaba como banco, el segundo piso albergaba un área bancaria para cuentas comerciales, así como oficinas para oficiales superiores. El segundo piso tenía un diseño similar al primer piso, excepto con los escritorios de los oficiales superiores en el centro. Según lo diseñado, el segundo piso también tenía un mostrador de ébano y mármol. Un conducto de retorno de aire estaba oculto en el mostrador bancario del segundo piso. Un gran reloj que contenía números de metal se montó originalmente en el lado occidental de la pared sur, que por lo demás estaba pintado de blanco. El muro occidental está hecho de granito negro. Se colocaron jardineras rectangulares en los bordes del segundo piso.
Frente al muro occidental, se le encargó a Bertoia que creara una pantalla "flotante" o escultórica de 800 paneles de latón, cobre y níquel. La pieza, titulada Golden Arbor, mide 21 m largo y 5 m altura, con un peso de 4.76 t. El trabajo luego sirvió como telón de fondo para el espacio comercial. Golden Arbor fue retirado en 2010, debido a las protestas de los conservacionistas, cuando JPMorgan Chase cerró su sucursal. Regresó dos años más tarde, después de ser limpiado y restaurado, como parte del acuerdo en virtud del cual Chase retuvo la propiedad de la pieza, pero acordó colocarla en préstamo indefinido para exhibición pública en su hogar original durante el tiempo que 510 Fifth Avenue conservó el estatus de hito.

#### Ático y azotea
El ático se dividió en dos secciones. La sección oeste del ático tenía equipo mecánico y las escaleras y ascensores, mientras que la sección este tenía un salón de recepción, una cocina, oficinas de gerentes y presidentes y una sala de directores. La sala de directores se podía convertir en comedor y tenía una mesa de ébano con una sección extraíble. El techo sobre el cuarto piso también tenía un jardín en la azotea.

## Historia
En la década de 1940, la Manufacturers Trust Company tenía 67 sucursales bancarias y estaba creciendo rápidamente. La sucursal de Manufacturers Trust en 513 Fifth Avenue, al otro lado de la calle del edificio actual, era la segunda más concurrida del banco detrás de su sucursal principal en el distrito financiero de Manhattan y había estado sobrecargada durante casi una década. Manufacturers Trust comenzó a negociar en 1941 con Mutual Life Insurance Company de Nueva York, que era propietaria tanto del edificio Ziegler como del 508 de la Quinta Avenida. Tres años más tarde, Manufacturers Trust arrendó el edificio Ziegler de Mutual Life y subarrendaron el 508 Fifth Avenue de Walter Salmon.

### Planificación y construcción

#### Planes de Walker & Gillette
Después de que se concertaron los contratos de arrendamiento de Manufacturers Trust, se contrató al estudio de arquitectura Walker & Gillette para diseñar una sucursal bancaria estilo federal de cuatro pisos para Manufacturers Trust en ese sitio, en sustitución de la sucursal 513 de la Quinta Avenida del banco. La estructura habría tenido una fachada de granito curvada y habría costado 850 000 dólares o 1,2 millones de dólares. En octubre de 1944, Mutual Life acordó limpiar el terreno, y el Departamento Bancario del Estado de Nueva York aprobó la reubicación propuesta por Manufacturers Trust en diciembre. El trabajo se retrasó debido a restricciones sobre el acero y otros materiales durante la Segunda Guerra Mundial. Además, después de que se notificara a los inquilinos del edificio Ziegler que sus contratos de arrendamiento serían cancelados a fines de enero de 1946, presentaron con éxito una demanda para prohibir su desalojo. El plan de Walker & Gillette fue finalmente cancelado en 1948 debido a las dificultades para desalojar a los inquilinos existentes y limpiar la tierra.
La firma sucesora de Walker & Gillette, Walker & Poor, fue contratada en julio de 1950 para modificar la propuesta original. A principios del año siguiente, en enero de 1951, Mutual Life había desalojado a los inquilinos de 508 Avenue y el edificio Ziegler, entregando ambas propiedades a Manufacturers Trust. Sin embargo, el trabajo se detuvo nuevamente porque el gobierno federal había impuesto restricciones al acero y otros materiales para la guerra de Corea. Para evitar que el edificio Ziegler se convierta en un "elefante blanco" sin usar, Manufacturers Trust alquiló el edificio Ziegler a agencias federales. El Departamento de Comercio, la Oficina de Impuestos Internos y la Administración de Pequeñas Plantas de Defensa tomaron contratos de arrendamiento de tres años a 31.5 dólares/m2, ocupando colectivamente 5760 m². Alquilaron el espacio hasta julio de 1952, cuando se levantaron las restricciones durante la guerra, y Manufacturers Trust notificó a estas agencias que el edificio sería demolido. Para entonces, Walker & Pool ya no trabajaban como arquitectos del nuevo edificio del banco.

#### Participación de SOM
Se contrató a SOM para diseñar nuevos planes para la rama de Manufacturers Trust; Se dan dos teorías sobre cómo la empresa se involucró en el proyecto. Gordon Bunshaft le dijo a la escritora de arquitectura Carol Herselle Krinsky que Manufacturers Trust consultó a SOM por sugerencia de Lou Crandall, miembro de la junta directiva de Manufacturers Trust y director de la empresa que construyó la Lever House de SOM. SOM también pudo haber obtenido la comisión a través de uno de sus directores, Louis Skidmore, que estaba en la junta directiva de otra sucursal de Manufacturers Trust, y que era amigo de Flanigan, el director ejecutivo del banco. En cualquier caso, inicialmente se invitó a SOM a examinar los planes de Walker & Pool y sugerir mejoras al diseño. Krinsky cita a Bunshaft por haber llamado a Crandall una hora después de ver los planos por primera vez, diciendo que valdría la pena y sería más barato rediseñar el edificio por completo.
El acuerdo entre Manufacturers Trust y Mutual Life se modificó en 1953 para que Manufacturers Trust, en lugar de Mutual Life, se hiciera cargo de todos los costos de construcción. El edificio podría contener entre 232 257,5 y 650 321 dm² sobre el suelo, con su planta baja ocupando toda la parcela, y se mantuvo la restricción de altura para el lote en 508 Fifth Avenue. En teoría, Manufacturers Trust podría construir una estructura más grande, pero las restricciones de zonificación del área requerían edificios con más de 6968 m² para proporcionar plataformas de carga fuera de la vía pública. Además, un rascacielos requeriría bancos de ascensores que ocuparan gran parte del primer piso en el sitio pequeño, relegando así el banco a otro piso, que se consideraba indeseable. Manufacturers Trust quería que el edificio tuviera un "aspecto acogedor", y planteó consideraciones prácticas: el edificio tenía que acomodar un gran volumen de clientes y tenía que diseñarse de modo que pudiera adaptarse a otros negocios si es necesario. Skidmore celebró un concurso informal entre los arquitectos jóvenes de SOM. El diseño ganador de Charles Evan Hughes III presentaba paredes de vidrio y una bóveda de banco claramente visible. Los planos de construcción se presentaron en abril de 1953 y la fachada de vidrio se instaló en julio de 1954.

#### 1960 a 1990

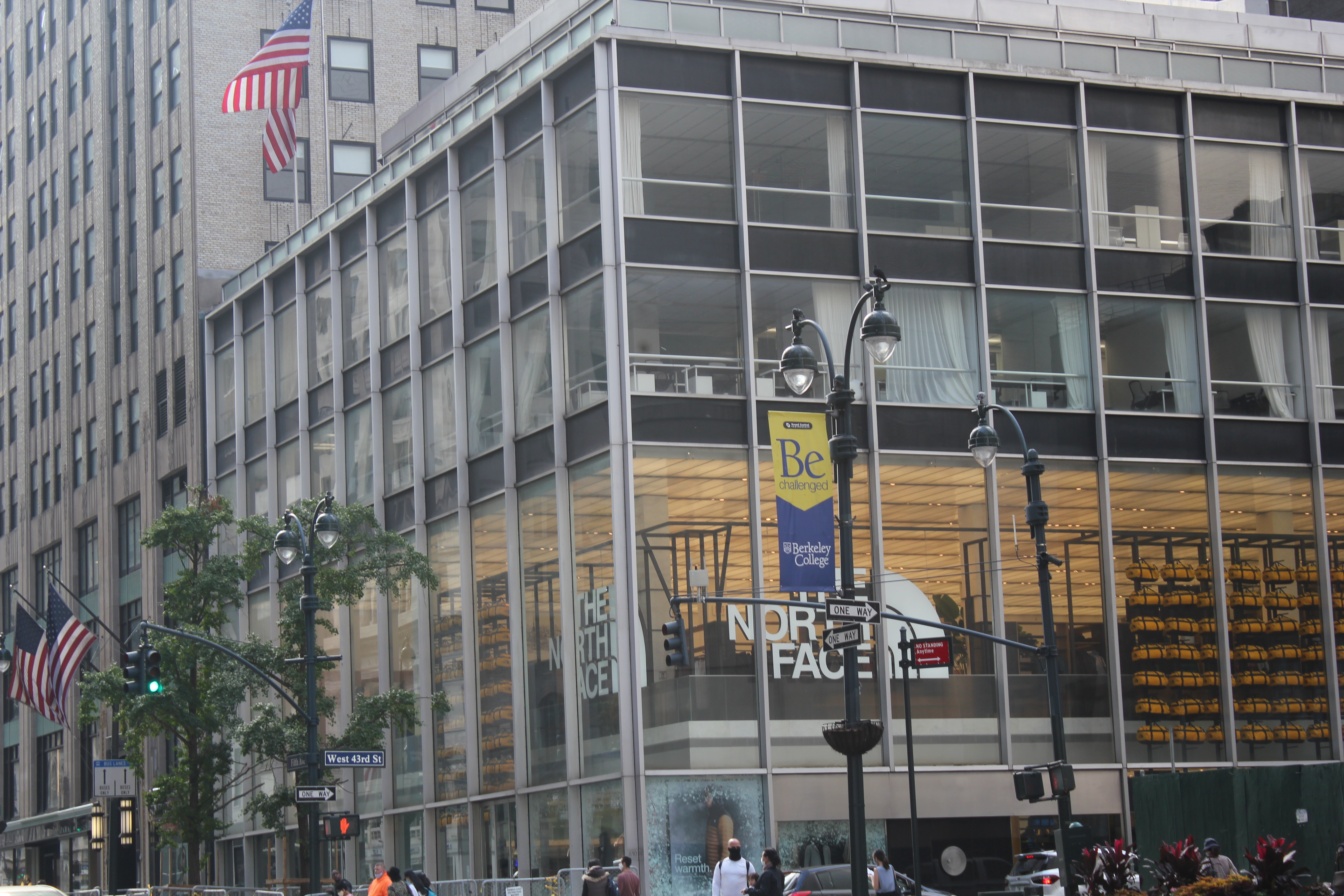
Visto desde un poco más al norte a lo largo de la Quinta Avenida

Manufacturers Trust invitó a los medios a una vista previa de 510 Fifth Avenue el 22 de septiembre de 1954. El 2 de octubre, Manufacturers Trust trasladó sus propiedades de 513 Fifth Avenue al otro lado de la calle a su nuevo edificio. La transferencia involucró 76 millones de dólares en depósitos (equivalente a 586 millones en 2019). El edificio del banco se inauguró oficialmente el 5 de octubre y en su primer día recibió 15 000 visitantes.
La apertura de 510 Fifth Avenue atrajo la atención de muchos medios de comunicación, que elogiaron varios aspectos del diseño, como la fachada de vidrio y la visibilidad de la bóveda desde la calle. En nueve meses, el edificio del banco se había convertido en una atracción turística en sí mismo y los depósitos de la sucursal se habían triplicado. The New York Times informó que Manufacturers Trust había distribuido 1.100 imágenes a 146 medios de comunicación. Se abrieron más cuentas en el año posterior a la apertura de 510 Fifth Avenue que en cualquier otra sucursal de Manufacturers Trust en cualquier año. Durante ese año, el banco tuvo un 31 aumento por ciento en cuentas y 200 porcentaje de aumento en las ganancias. En los seis años posteriores a la finalización de la sucursal, tuvo 100 000 visitantes que no eran clientes del banco, y para 1960, el edificio tenía alrededor de cuatrocientos visitantes por mes. Manufacturers Trust se fusionó con Central Hanover Bank & Trust en 1961 para formar la Manufacturers Hanover Corporation. Tras la fusión, el edificio siguió siendo una de las sucursales más activas de Manufacturers Hanover.
Con el cierre o reducción de sucursales bancarias a fines del siglo XX, la Comisión de Preservación de Monumentos Históricos de la Ciudad de Nueva York (LPC) propuso designar varios interiores de bancos importantes en 1990, incluido el edificio Manufacturers Hanover Bank, el edificio Greenwich Savings Bank y el Apple Bank. para Edificio de Ahorros. Fabricantes Hanover se fusionó con Chemical Bank en 1991, y Chemical Bank obtuvo la propiedad de la tierra subyacente de Mutual Life en febrero siguiente. En 1993 se instaló un tabique inclinado de aluminio y vidrio entre el primer y el segundo piso. También se llevaron a cabo varias modificaciones en el edificio en esta época, incluida la adición de paredes divisorias alrededor de las escaleras mecánicas y la adición de un parapeto en el segundo piso. Chemical Bank se fusionó con Chase Bank en 1996 y el banco combinado tomó la marca Chase. El edificio estaba sufriendo extensas reformas interiores para entonces. Al año siguiente, el LPC votó para otorgar protección histórica al exterior del edificio.

#### 2000
Para el año 2000, Chase tenía la intención de vender 510 Fifth Avenue. En ese momento, el diseñador de moda Elie Tahari y su firma homónima tenían un estudio de diseño y una sala de muestras en 510 Fifth Avenue. Chase presentó una demanda contra Tahari, alegando que su oficina era un peligro de incendio similar a una fábrica de explotación, mientras que un sindicato de trabajadores de la confección se puso del lado de Tahari y alegó que Chase estaba tratando de romper el contrato de arrendamiento para vender el edificio de manera más rentable. Las acusaciones de peligro de incendio surgieron de una disputa en la que Tahari supuestamente se había negado a instalar rociadores. A Tahari finalmente se le permitió quedarse, y en 2001, Chase vendió 510 Fifth Avenue a Tahl-Propp Equities por 24 millones de dólares. Chase mantuvo los 13 935 m² de derechos aéreos sobre el edificio, retuvo la propiedad de las esculturas de Bertoia y continuó manteniendo una sucursal en el primer piso de 510 Fifth Avenue. Tahl Propp Equities convirtió a Tahari en socio comanditario como parte de la venta.
Vornado Realty Trust indicó su intención de adquirir 510 Fifth Avenue en marzo de 2010, y compró la propiedad ese octubre por 57 millones de dólares. Chase cerró su sucursal bancaria en el edificio poco después. La obra de arte de Bertoia en el segundo piso fue desmontada porque el contrato de arrendamiento de Chase en el edificio requería que se llevara la obra de arte si se mudaba. La eliminación de la obra de arte llevó a los conservacionistas a iniciar una campaña para otorgar el estatus de hito al interior. Cuando el LPC celebró una audiencia sobre la designación propuesta, el Consejo de Distritos Históricos y Vornado expresaron su apoyo a dicha designación. El LPC designó los interiores modernos de mediados de siglo del primer y segundo piso como un hito en febrero de 2011.

### Uso comercial

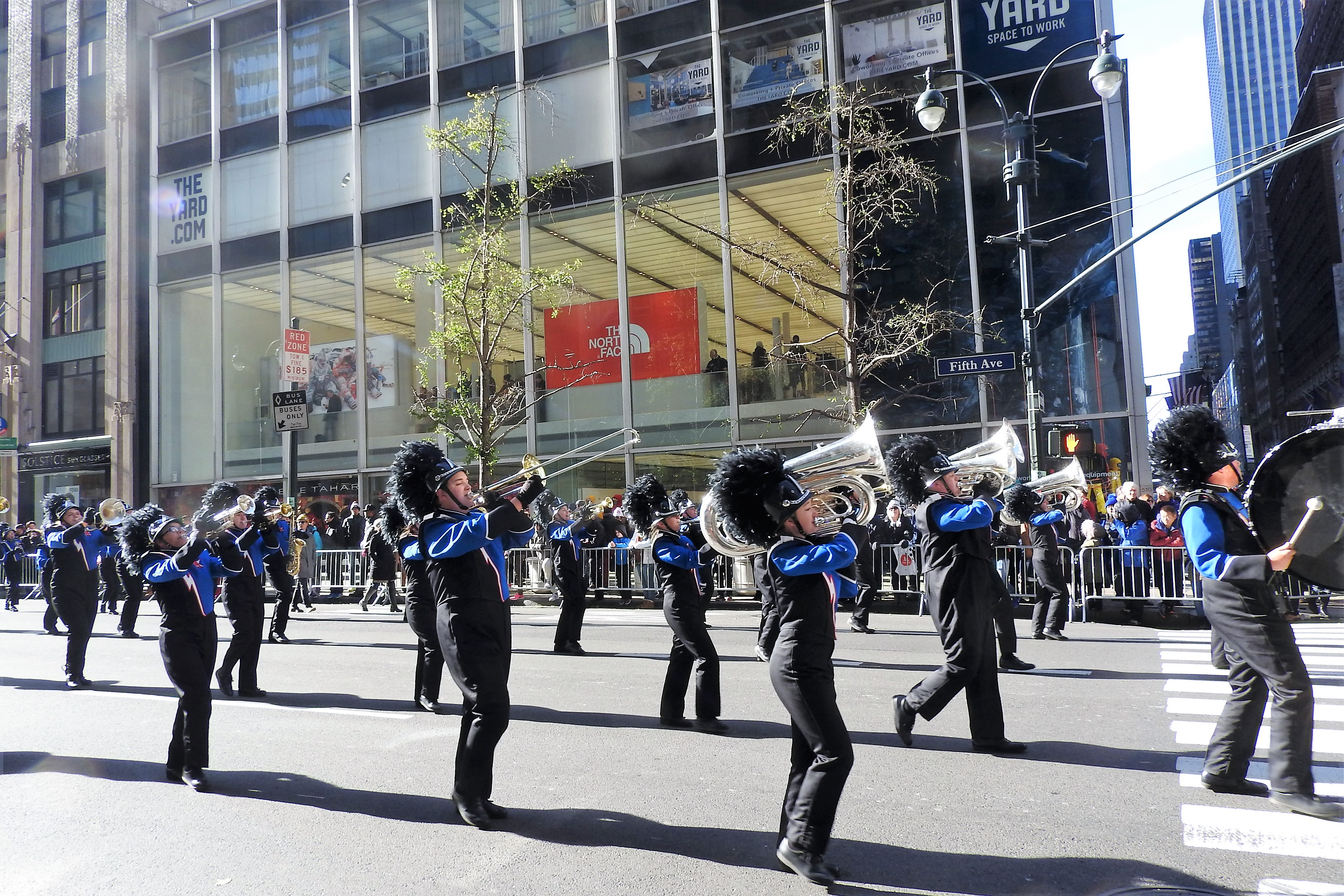
Visto en 2017

#### Renovación y controversia
La cadena minorista Joe Fresh había firmado un contrato de arrendamiento por parte del espacio en enero de 2011. Tres meses después de que se firmó el contrato de arrendamiento, y después de que se finalizó la designación de hito interior, Vornado recibió permiso del LPC para modificar el diseño interior. El proyecto crearía dos nuevos espacios comerciales en la Quinta Avenida cortando nuevas puertas en la fachada, rotando las escaleras mecánicas lejos de las ventanas y reduciendo la pared de la bóveda. Vornado contrató a SOM para realizar los cambios. Los inquilinos en ese momento incluían a Bloomberg LP, la compañía del alcalde de Nueva York, Michael Bloomberg.
Los conservacionistas demandaron para detener los cambios, y un juez de la Corte Suprema de Nueva York emitió una orden temporal bloqueando la renovación en julio de 2011, que posteriormente se convirtió en una orden judicial. Estos conservacionistas criticaron la renovación por dañar un edificio importante y sugirieron que esto era parte de un patrón del gobierno de la ciudad que favorecía indebidamente a los desarrolladores, mientras que el propietario del edificio y otros argumentaron que el proyecto era consistente y mostraba respeto por la propiedad. La crítica de arquitectura Ada Louise Huxtable de The Wall Street Journal criticó el proyecto como una "parodia" y "conversión a un espacio comercial genérico", expresando una crítica particular a la eliminación de la pantalla Bertoia del sitio. 510 Fifth Avenue se agregó a la "lista de vigilancia" de edificios en peligro de 2012 del World Monuments Fund. La organización para la Documentación y Conservación de Edificios, Sitios y Barrios del Movimiento Moderno (DOCOMOMO) y una coalición de organizaciones conservacionistas presentaron una demanda contra Vornado por supuestamente eliminar los elementos históricos protegidos bajo las designaciones de hitos de la ciudad.
Las organizaciones y Vornado llegaron a un acuerdo en febrero de 2012. Como parte del asentamiento, las obras de Bertoia se reinstalaron en la renovación. Además, se restauró el interior para que se asemejara a su diseño original, mientras que se instalaron mamparas interiores de vidrio que separan los espacios comerciales para "minimizar su presencia visual". Se reemplazaron las escaleras mecánicas, se eliminó la pared de la bóveda anterior y se instalaron estructuras de acero adicionales y tela de polímero reforzado para proporcionar soporte estructural. El segundo piso fue reforzado para que pudiera transportar 3.6 kPa, la carga mínima requerida según los requisitos de zonificación para uso minorista; anteriormente, el segundo piso solo podía transportar cargas de 2.4 kPa. También se restauraron la fachada y las columnas interiores y se sustituyó el techo luminoso por una réplica. La renovación se completó a finales de 2012.

#### Arrendamiento posterior
Joe Fresh ocupaba 1301 m²   de espacio comercial en la planta baja y el entrepiso del segundo piso para su tienda insignia, a partir de 2012. En el lado occidental de la planta baja, Tahari abrió una tienda emergente en 510 Fifth Avenue en 2013, y también mantuvo espacio en el ático. Joe Fresh anunció en 2015 que cerraría la ubicación 510 de la Quinta Avenida y subarrendaría el espacio. La tienda Joe Fresh cerró en marzo de 2016.

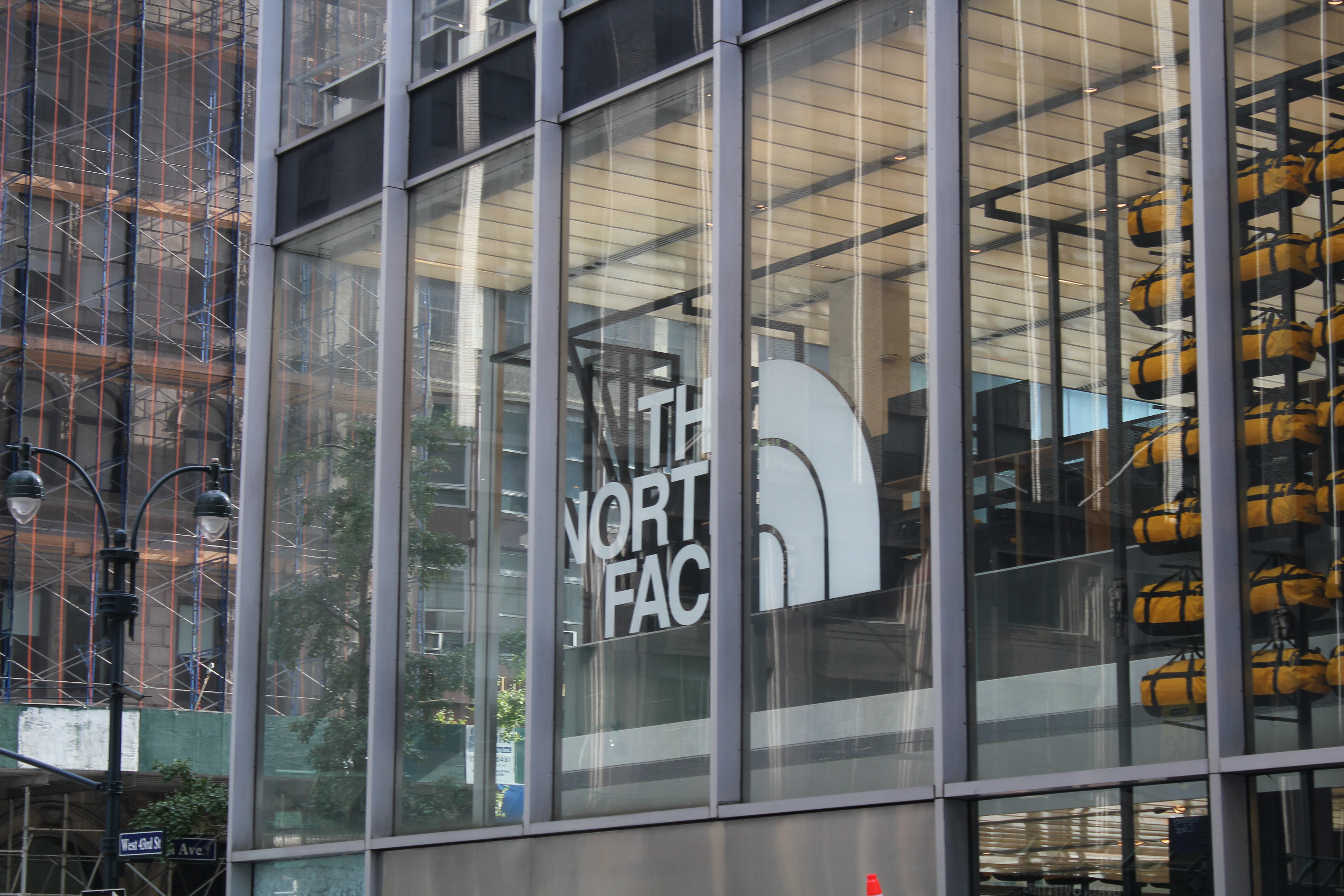
Tienda The North Face vista en 2020

El minorista de ropa The North Face firmó un subarrendamiento de ocho años con Joe Fresh en 2016. El subarrendamiento involucró 185 806 dm² en el sótano, primer y segundo piso. En 2018, Vornado propuso instalar una pared de vidrio alrededor de las escaleras mecánicas entre el primer y segundo piso. Theodore Grunewald, un conservacionista involucrado en la demanda de 2011 contra Vornado, expresó su preocupación de que la pared de vidrio no se ajuste al diseño de la pared original en ese lugar. En medio de la pandemia de COVID-19 en la ciudad de Nueva York, Tahari rompió su contrato de arrendamiento en 510 Fifth Avenue en julio de 2020, lo que llevó a Vornado a demandar por 14.8 millones de dólares en pagos de alquiler futuros hasta el final del contrato de arrendamiento de Tahari en 2025.

## Impacto
Con el éxito del diseño de 510 Fifth Avenue, Manufacturers Trust modernizó sus otras sucursales con diseños igualmente modernos. En la década de 1960, muchos bancos en los Estados Unidos se estaban construyendo al estilo internacional. En la ciudad de Nueva York, tales bancos incluían la ubicación principal del Emigrant Bank una cuadra al sur en 5 East 42nd Street, que abrió en 1969, y el vestíbulo bancario de Chase Bank en 28 Liberty Street, que abrió en 1964. La bóveda, en particular, resultó ser más segura que las bóvedas de los bancos tradicionales, ya que los ladrones se vieron disuadidos por su ubicación frente a la calle. Otros bancos comenzaron a usar puertas de bóveda visibles después de que se completó 510 Fifth Avenue.

### Recepción de la crítica
510 Fifth Avenue recibió críticas positivas en su mayoría por críticos de arquitectura. Robin Pogrebin de The New York Times escribió que 510 Fifth Avenue era "el modelo mismo" de la arquitectura moderna, y "un edificio histórico importante en la misma liga que leyendas arquitectónicas modernas como Lever House y Seagram Building ". La AIA Guide to New York City llamó "un supermercado de dólares con revestimiento de vidrio" y afirmó que "llevó a la profesión bancaria fuera del sótano a la calle".  The New York Times lo caracterizó como una "caja luminosa con una fachada de vidrio intacta", y Lewis Mumford lo comparó con una linterna, superintendente de construcción describió el diseño liviano de 510 Fifth Avenue como "más como joyas que construir ". El diseño de vidrio del edificio ha sido llamado una "metáfora de la honestidad y transparencia en la banca" y un "símbolo de una era de confianza en sí mismo" que influyó en la arquitectura comercial. La revista Interiors escribió que el diseño del interior de Le Maire "está de acuerdo con la franqueza y pureza de la arquitectura".
La pieza de Bertoia atrajo comentarios mixtos. Una revisión lo caracterizó como "impresionante", mientras que los observadores más críticos afirmaron que "parece un somier volador" y "una pila de cajas de huevos rotas". David W. Dunlap caracterizó el trabajo de Bertoia como una "obra maestra de mediados de siglo" y "el equivalente tridimensional" de una pintura de Jackson Pollock.
Algunas críticas de 510 Fifth Avenue fueron negativas. Huxtable criticó la iluminación original por ser demasiado amarilla. Harper's Magazine atacó el edificio como la "pieza arquitectónica más antieconómica desde las pirámides", aludiendo al complejo piramidal de Guiza. La crítica en Harper's se basa principalmente en que el edificio todavía tenía una cantidad significativa de derechos aéreos que quedan entre los lotes de 510 a 514 de la Quinta Avenida.

### Designaciones patrimoniales
Ya en 1979, el LPC consideró hacer de 510 Fifth Avenue un hito oficial de la ciudad, pero como tenía menos de 30 años, aún no era elegible para tal designación. La LPC celebró audiencias por primera vez para otorgar el estatus de hito al exterior del edificio en 1985 y 1986, pero la propiedad no fue designada debido a la oposición en ese momento de Manufacturers Hanover y Mutual Life. En 1989 y 1990 se celebró una serie posterior de tres audiencias
El 21 de octubre de 1997, la LPC designó el exterior del Manufacturers Trust Company Building, junto con el Ford Foundation Building y el CBS Building, como hitos  de la ciudad. El 15 de febrero de 2011 se otorgó una designación de hito independiente a una parte del interior del edificio de la empresa Manufacturers Trust Company. La designación de hito interior solo cubría los espacios bancarios en el primer y segundo piso, y excluía las oficinas del tercer al quinto piso, así como el sótano. Al designar el interior como un hito, el presidente de la Comisión, Robert B. Tierney, dijo que los "techos luminosos, los espaciosos planos de la planta, los muelles de mármol blanco y otras características minimalistas del edificio desdibujan la distinción entre el interior y el exterior".

### Premios
El diseño original recibió la Medalla de Oro de Arquitectura de la Architectural League of New York en 1955 y la Placa de Encomio de la Municipal Art Society el mismo año. La Asociación de la Quinta Avenida le otorgó un Premio a la Excelencia el próximo siguiente. La renovación de 2012 y la reutilización adaptativa recibieron un premio de diseño del Capítulo de la Ciudad de Nueva York del Instituto Americano de Arquitectos en 2013 y un premio de 2013 Architectural Record "Good Design is Good Business".